# Бесконачно (албум Шкаба)
Бесконачно је албум српског репера, члана групе Београдски синдикат, Шкаба, који је изашао средином 2012. године, након великог концерта његове групе.

## Песме
1. Један
2. Два
3. Tри (са ТХЦФ-ом)
4. Четири
5. Пет
6. Шест
7. Седам (са Блеја даб Плејом)
8. Бесконачно